# 庫尼夫
50°14′27″N 26°22′1″E / 50.24083°N 26.36694°E

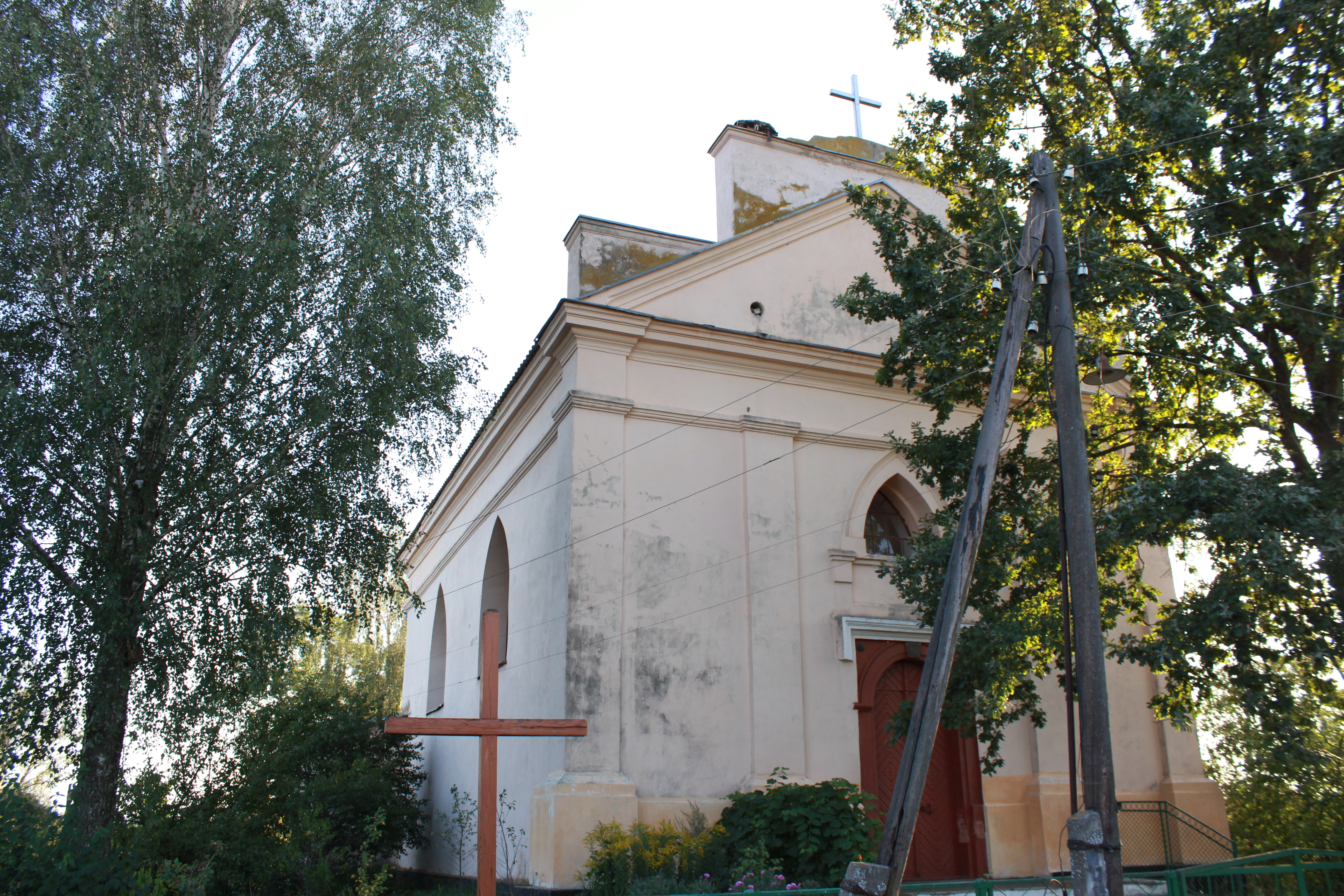
庫尼夫教堂

庫尼夫（烏克蘭語：Кунів），是烏克蘭西部的村莊，隸屬赫梅利尼茨基州的舍佩蒂夫卡區。該村始建於1462年，面積1.62平方公里，海拔高度207米，2001年人口644，人口密度每平方公里398.5人。